# DR-Baureihe 99.400
In die Baureihe 99.400 wurde eine Lokomotive eingeordnet, die nach dem Zweiten Weltkrieg im Gebiet der Deutschen Reichsbahn verblieben war.
Die Lok wurde ursprünglich 1915 für Russland gebaut, kam aber auf den deutschen Heeresfeldbahnen mit der Nummer 323 zum Einsatz.
Nach dem Ersten Weltkrieg blieb sie als PKP C6 618 bei den Polnischen Staatsbahnen. Im Zweiten Weltkrieg kam sie ab 1941 oder 1943 wieder bei den Heeresfeldbahnen zum Einsatz, sie bekam die Nummer 4001.
1947 erhielt sie die Nummer 99 4001, 1948 war sie in Mügeln abgestellt. 1950 wurde sie verkauft an WL Maxhütte, Unterwellenborn.